# Joseph Quinn
Joseph Quinn (n. 15 mai 1994, Londra, Anglia, Regatul Unit) este un actor englez. Este cel mai cunoscut pentru rolul său ca Eddie Munson în cel de-al patrulea sezon al serialului Netflix Stranger Things (2022). Anterior a jucat în serialele BBC One Dickensian (2016), Howards End (2017) și Les Misérables (2018) și în serialul Sky Atlantic Catherine the Great (2019). În 2024, a apărut în filmul de groază A Quiet Place: Day One (Fără zgomot: Ziua 1).

## Filmografie

### Film
| An   | Titlu                             | Rol                        | Note           |
| ---- | --------------------------------- | -------------------------- | -------------- |
| 2018 | Overlord                          | Grunauer                   |                |
| 2019 | Make Up                           | Tom                        |                |
| 2023 | Hoard                             | Michael                    |                |
| 2024 | A Quiet Place: Day One            | Eric                       |                |
| 2024 | Gladiator II †                    | Geta                       | Post-producție |
| 2025 | The Fantastic Four: First Steps † | Johnny Storm / Human Torch | Filmări        |
| TBA  | Warfare †                         | TBA                        | Post-producție |

### Televiziune
| An        | Titlu               | Rol             | Note                          |
| --------- | ------------------- | --------------- | ----------------------------- |
| 2011      | Postcode            | Tim             | Episodul #1.1                 |
| 2015–2016 | Dickensian          | Arthur Havisham | 19 episoade                   |
| 2017      | Game of Thrones     | Koner           | Episodul: "The Spoils of War" |
| 2017      | Howards End         | Leonard Bast    | 4 episoade                    |
| 2017      | Timewasters         | Ralph           | 2 episoade                    |
| 2018      | Les Misérables      | Enjolras        | 3 episoade                    |
| 2019      | Catherine the Great | Tsarevich Pavel | 4 episoade                    |
| 2020      | Strike              | Billy Knight    | 4 episoade                    |
| 2020      | Small Axe           | PC Dixon        | Episodul: "Mangrove"          |
| 2022      | Stranger Things     | Eddie Munson    | Season 4                      |

### Teatru
| An   | Titlu      | Rol    | Regizor(i)          | Clădire                | Note         |
| ---- | ---------- | ------ | ------------------- | ---------------------- | ------------ |
| 2016 | Deathwatch | Morris | Geraldine Alexander | Print Room             |              |
| 2017 | Wish List  | Dean   | Matthew Xia         | Royal Court Theatre    | [ 8 ]        |
| 2017 | Mosquitoes | Luke   | Rufus Norris        | Royal National Theatre | [ 9 ] [ 10 ] |